# Phleudecatoma platycladi
Phleudecatoma platycladi är en stekelart som beskrevs av Yang 1996. Phleudecatoma platycladi ingår i släktet Phleudecatoma och familjen kragglanssteklar. Inga underarter finns listade i Catalogue of Life.